# Alètheia
Pour le média catholique, voir Aleteia.
Le concept d’alètheia (ἀλήθεια en grec ancien), issu de la philosophie grecque antique, a été utilisé par Parménide dans son poème De la nature. Selon Parménide, on peut opposer le domaine de la Vérité (alètheia) à celui de l'opinion, ou doxa. Selon les Définitions du pseudo-Platon, l’alètheia est la « disposition qui permet l’affirmation et la négation ». 
Martin Heidegger a renouvelé l'approche du concept d’alètheia.

## L’Alètheia dans la Grèce antique
Marcel Détienne, dans son ouvrage de 1967 Les maîtres de vérité dans la Grèce archaïque, a mis en évidence un certain nombre de significations qui semblent corroborer les observations de Martin Heidegger et justifier son interprétation de la notion d'alètheia comme dévoilement de l'étant et non pas comme jugement qui date du début des années 1920.  

« La parole (de Vérité) est du même ordre : comme la main qui donne, qui reçoit, comme les gestes d'imprécation, elle est une force religieuse qui agit en fonction de sa propre efficacité. »

— Marcel Détienne, Les maîtres de vérité
Les points essentiels à retenir, que l'on retrouvera dans l'approche heideggerienne, sont :
1. l'efficacité : la « Parole de vérité » n'est pas séparée de sa réalisation parce qu'elle fait corps avec les forces de la nature, note Marcel Détienne[4] ;
2. l'intemporalité : la « Parole de vérité » se prononce dans un temps qui échappe à la succession en englobant présent, passé et futur comme la parole de Calchas dans l'Iliade d'Homère, commentée par Gérard Guest ;
3. cette parole magico-religieuse transcende les hommes ; elle n'est pas la manifestation d'une volonté[5] ;
4. la « Parole de vérité » est aussi parole de justice, une parole qui met en jeu la mémoire, la confiance, la faculté de persuasion et l'adhésion ultime[6] ;
5. les Grecs anciens ne connaissent pas l'opposition tranchée entre vérité et fausseté, d'autres couples d'opposés viennent perturber ce schéma, « mémoire / oubli », « efficace / non efficace », « juste / injuste », « confiance / tromperie », « persuasion / inaudible ».

En résumé, la « Vérité-alètheia », n'est pas encore un concept, et surtout pas encore un jugement de correspondance, elle s'exprime dans une Parole, une Parole magico-religieuse, dite par les hommes habilités et qui expriment une force et est une partie prenante de la Phusis. En tant que telle, elle est efficace et a pour fonction de dire et d'agir sur ce qui est.
Mais l'alètheia, y compris pour les « Maîtres de vérité » que sont les rois de justice et les prêtres, restera toujours fragile, voilée, soumise à l'erreur, à la tromperie ou à l'oubli, en un mot à la Léthé.

### Divinité
En tant que divinité, Alétheia est l'équivalent grec de la déesse romaine Veritas, une personnification de la vérité.

## Concept d'Alètheia dans la philosophie de Martin Heidegger
Martin Heidegger a renouvelé l'approche du concept d’alètheia. Il déduit que le terme dénotait à l'origine deux notions distinctes aujourd'hui :
1. « vérité » (au sens de dévoilement), issu de lèthè « oubli » et a- (négation) ;
2. « réalité » par opposition à « apparence »[9].

De son point de vue, la question de l'essence de la « vérité » a été, dès l'origine de la pensée occidentale, un sujet extrêmement problématique et qui est resté problématique à toutes les étapes de l'histoire de la philosophie. C'est pourquoi il y est revenu à plusieurs reprises.